# Surrealizm socjalistyczny
Surrealizm socjalistyczny – (socsurrealizm – termin G. Józefczuka z grudnia 1974 r.) podstawa ideologiczna działań Ruchu Nowej Kultury, Ogrodu/Ogrodu2 i Pomarańczowej Alternatywy. Twórcze rozwinięcie postawy dadaistów, przenoszące ją na grunt PRL lat siedemdziesiątych i osiemdziesiątych. Głównymi tezami surrealizmu socjalistycznego (opublikowanymi w pismach wydawanych przez Ruch Nowej Kultury) były:
- nawet pojedynczy milicjant na ulicy stanowi dzieło sztuki;
- wszyscy proletariusze, bądźcie piękni;
- końcem każdej formacji społeczno-ekonomicznej jest jej komedia (teza Karola Marksa);
- „Bo czy chcecie, czy nie chcecie, krasnoludki są na świecie” (Maria Konopnicka).